# Kavkaz (region)

Politická mapa regionu Kavkazu

Kavkaz je domovem více než čtyř desítek národností

Kavkaz je označení pro národnostně velice pestrý region o rozloze zhruba 440 000 km² v oblasti horského pásma Kavkazu, který leží na pomezí Východní Evropy a Jihozápadní Asie mezi Černým a Kaspickým mořem.
Dělí se na Severní Kavkaz, kde je několik malých republik patřících do Ruské federace, a Jižní Kavkaz, kde jsou státy Gruzie, Arménie a Ázerbájdžán.

## Členění
Přirozené rozdělení na severní a jižní část odpovídá rozhraní mezi Evropou a Asií, i když na přesném vedení hranice nepanuje shoda. V extrémních případech je vedena hranice severně od Kavkazu (sovětská geografie), nebo se naopak celý Kavkaz řadí k Evropě, na základě kulturně-politické orientace jihokavkazský států.

### Severní Kavkaz

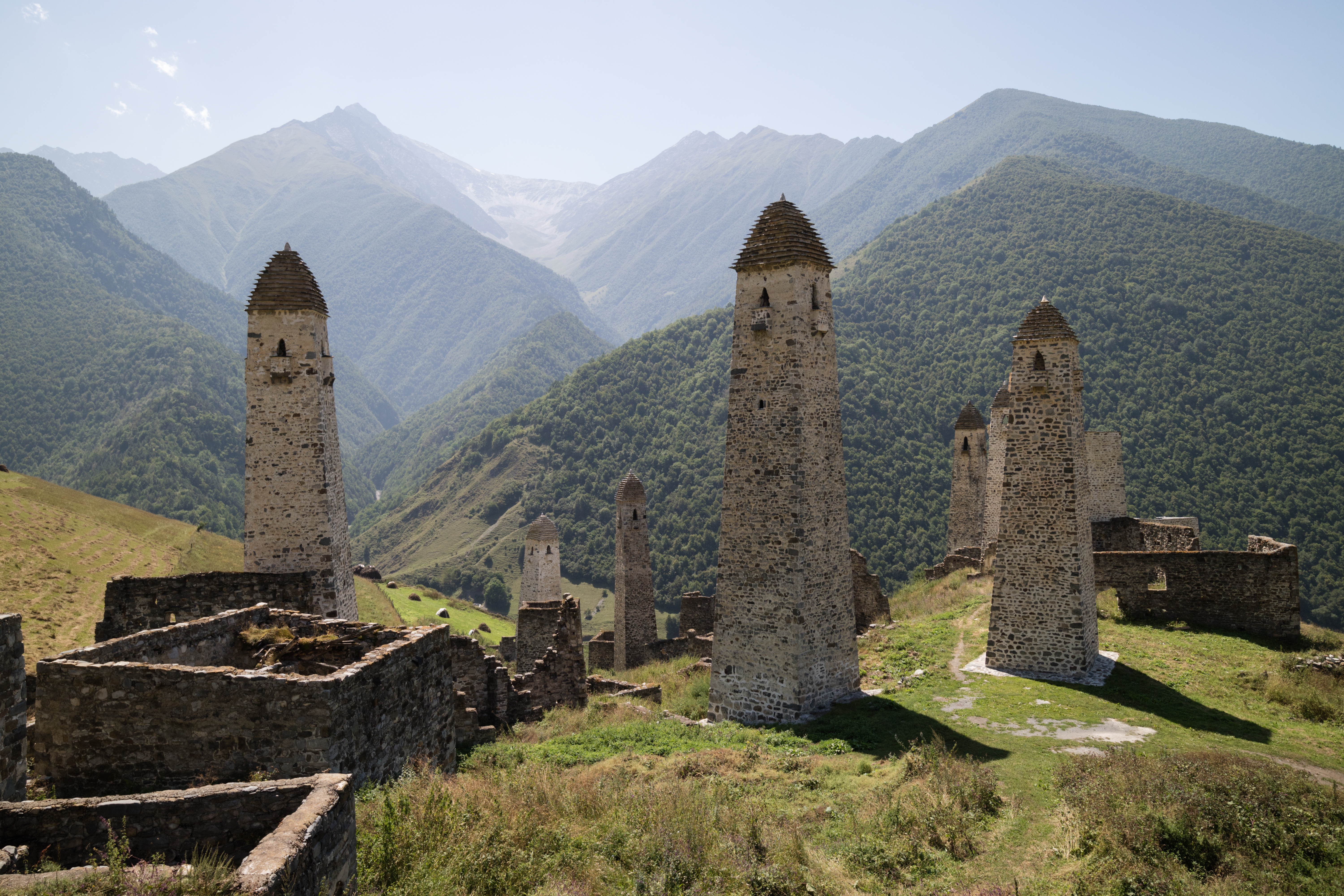
Obranné věže ve vesnici Erzi v Ingušsku

Severní Kavkaz, dříve a v ruských zdrojích Předkavkazsko, je území prostírající se na sever od Hlavního kavkazského hřebene až ke Kumsko-manyčské sníženině. Jeho západní část představuje Kubáňská nížina, uprostřed se prostírá Stavropolská plošina a na východě malým dílem zasahuje Kaspická nížina. 
Severní Kavkaz politicky náleží Rusku, které jej dobylo v 19. století v kavkazských válkách. Severokavkazský federální okruh je nejmenší a nejmladší z osmi těchto administrativních oblastí, na které se dělí Rusko. Rozkládají se zde následující subjekty Ruské federace: kraje Krasnodarský a Stavropolský a republiky Adygejsko, Karačajsko-Čerkesko, Kabardsko-Balkarsko, Severní Osetie-Alanie, Ingušsko, Čečensko a Dagestán. Někdy se k nim počítá též Kalmycko.

### Jižní Kavkaz
Jižní Kavkaz, z ruského pohledu Zakavkazsko, je region na jih od Hlavního kavkazského hřebene. Tvoří jej jednak níže položené oblasti, do nichž k jihu spadá Velký Kavkaz, totiž na západě Kolchidská nížina, jejíž osou je řeka Rioni, tekoucí do Černého moře a na východě nížina Kursko-arakská, odvodňovaná řekou Kura a jejím přítokem Araks do moře Kaspického. Na samém jihovýchodě navazuje při Kaspickém moři pás Lenkoraňské nížiny, k níž se na íránském pomezí přimykají Talyšské hory. Jihozápadní část Zakavkazska pak představuje Malý Kavkaz, pohoří o rozměrech zhruba 600 krát 200 km, které dosahuje nejvyšší výšky na svém severovýchodním výběžku horou Gjamyš (3 724 m). Malý Kavkaz propojuje s Velkým Kavkazem Lišský hřbet (zvaný též Suramský) o maximální výšce 1 926 m, který představuje rozvodí mezi Rioni a Kurou; přes něj Suramským průsmykem (949 m) prochází hlavní silniční i železniční spojnice mezi západní a východní částí Gruzie. Na Malý Kavkaz dále navazuje Arménská vysočina s nejvyšší horou Arménie – Aragac (4 090 m). V této části Zakavkazska také leží velké vysokohorské jezero Sevan. 
Území Jižního Kavakazu patřilo do 19. století k Perské říši (Íránu) a menší část na západě k osmanské říši. Je rozděleno mezi trojici republik, od rozpadu Sovětského svazu samostatných států: Gruzii (zahrnující také autonomní republiky Abcházie, Adžárie, Jižní Osetie není v oficiálním správním členění Gruzie uznána), Arménii a Ázerbájdžán (včetně autonomních oblastí Nachičevan a Náhorní Karabach). Tyto tři státy bývají někdy souhrnně označovány jako tzv. kavkazské republiky. Jejich hranice s Tureckem a Íránem pak vymezují oblast z jihu.

## Historie

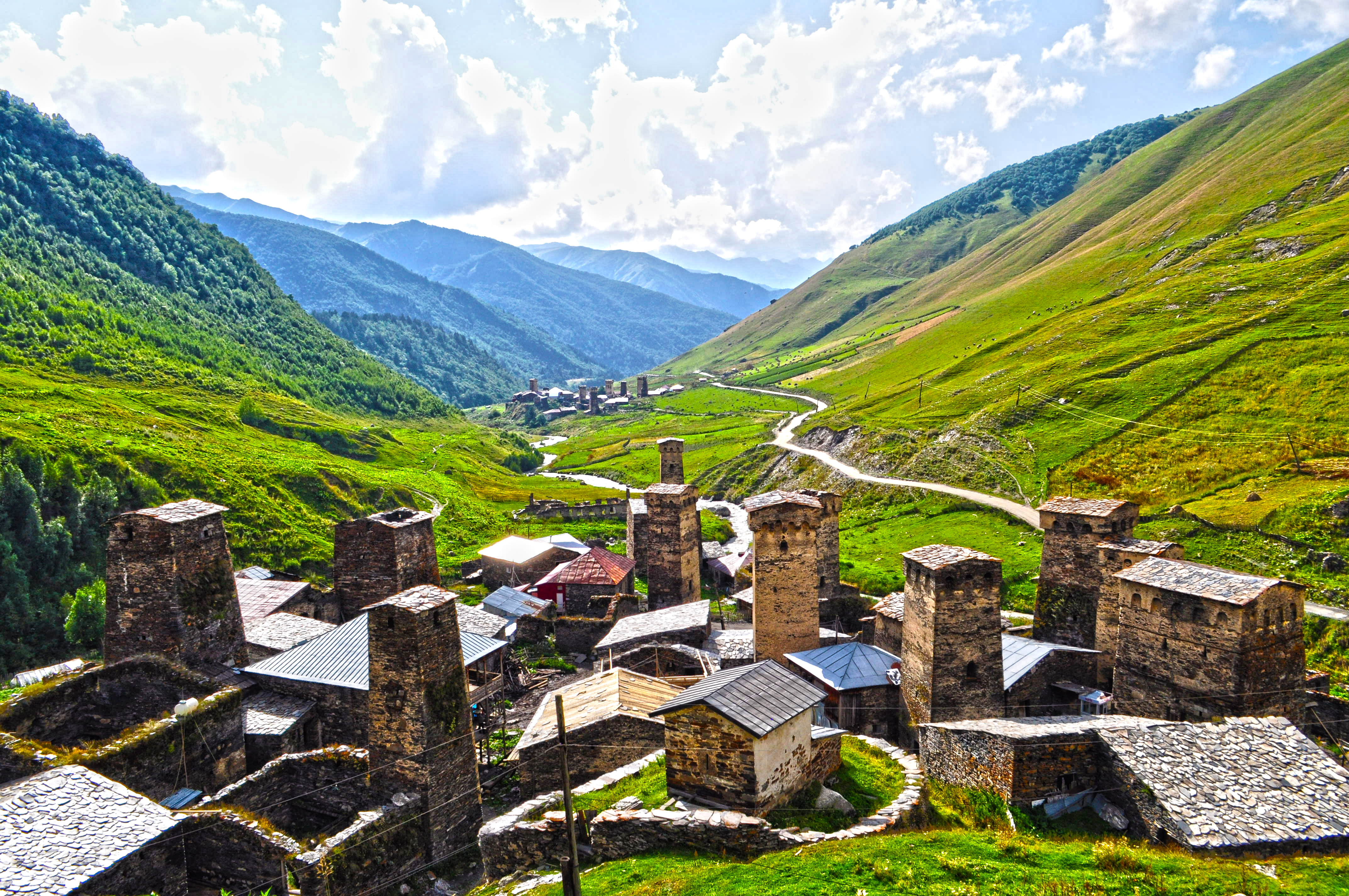
Obranné věže ve vesnici Ušguli v gruzínské Svanetii

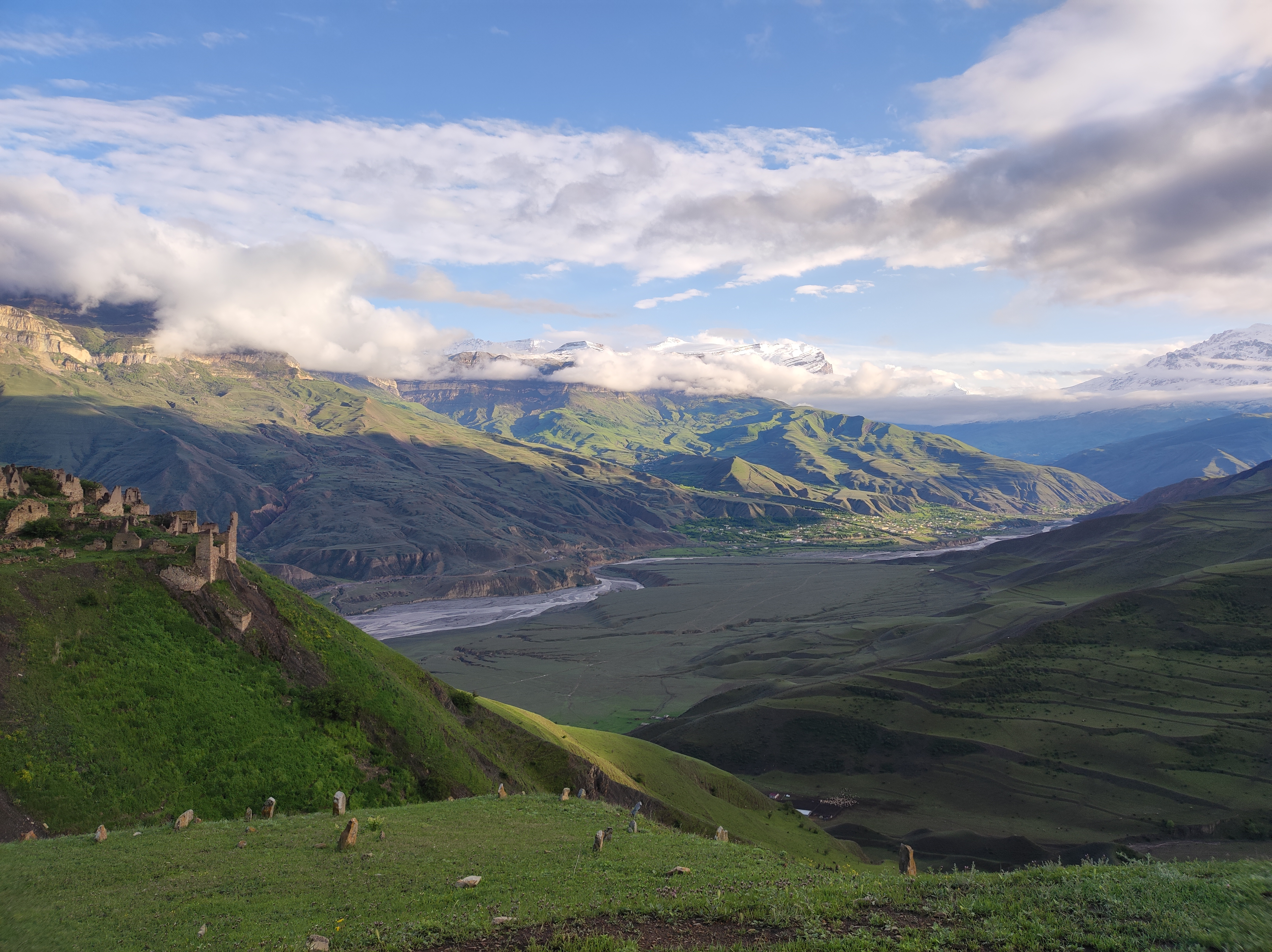
Opuštěný aul v Dagestánu

V antickém světě představovalo pohoří Kavkazu východní konec světa; právě zde byl dle pověstí ke skále za trest připoután Prométheus, do bájné Kolchidy pod kavkazskými horami směřovala výprava Argonautů za zlatým rounem. Zeměpisné představy o pohoří byly rozšířeny a korigovány s výboji Alexandra Velikého. za panování císaře Trajána zasahovala až sem Římská říše.
Po dlouhá staletí tvořila obtížně překonatelná hradba Velkého Kavkazu přirozenou hranici mezi Perskou říší a sarmatskými kmeny, později mezi Osmanskou říší, Persií a rozpínajícím se Ruským impériem, což se neobešlo bez mnoha vojenských konfliktů, jako byly rusko-turecké a rusko-perské války. Rusko kavkazský prostor postupně ovládlo po sérii Kavkazských válek v 18. až 19. století, na jihu to byly zejména rusko-perské války.
V obou světových válkách se na Kavkaze odehrávaly tuhé boje: v první světové válce zde procházela Kavkazská fronta, ve druhé světové se odehrála bitva o Kavkaz. Po rozpadu Sovětského svazu se území stalo nestabilní zónou s řadou válečných konfliktů v Čečensku, Abcházii, Jižní Osetii a Náhorním Karabachu.

## Národnostní složení
V kavkazském regionu žije několik desítek národností a etnických skupin mluvících navzájem i zcela nepříbuznými jazyky (kavkazskými, indoevropskými, turkickými), s několika vlastními písmy a vyznávajících několik různých forem křesťanského pravoslaví a sunnitského i šíitského islámu.